# Красные Череповицы
Кра́сные Череповицы (фин. Seropitsa) — деревня в Клопицком сельском поселении Волосовского района Ленинградской области.

## История
Впервые упоминается в Писцовой книге Водской пятины 1500 года как деревня Череповичи в Покровском Озерецком погосте.
Затем как деревня Tzerepepouitzi By в Озерецком погосте в шведских «Писцовых книгах Ижорской земли» 1618—1623 годов.
На карте Ингерманландии А. И. Бергенгейма, составленной по материалам 1676 года, упоминается как деревня Soropowits.
Как деревня Сароповицы она обозначена на «Географическом чертеже Ижорской земли» Адриана Шонбека 1705 года.
Деревня Череповицы, состоящая из 33 крестьянских дворов, упоминается на карте Санкт-Петербургской губернии Ф. Ф. Шуберта 1834 года.

ЧЕРЕПОВИЦЫ — деревня принадлежит генералу от инфантерии Довре, число жителей по ревизии: 70 м. п., 73 ж. п. (1838 год)

На карте Ф. Ф. Шуберта 1844 года отмечена деревня Череповицы, состоящая из 32 крестьянских дворов.
В пояснительном тексте к этнографической карте Санкт-Петербургской губернии П. И. Кёппена 1849 года она записана как деревня Serobitz (Череповицы) и указано количество её жителей на 1848 год: савакотов — 79 м. п., 83 ж. п., всего 162 человека «и один русский работник».

ЧЕРЕПОВИЦЫ — деревня наследников генерала Довре, по просёлочной дороге, число дворов — 27, число душ — 67 м. п. (1856 год)

Согласно «Топографической карте частей Санкт-Петербургской и Выборгской губерний» 1860 года деревня Череповицы состояла из 24 крестьянских дворов, к северу от деревни располагался выселок.

ЧЕРПОВИЦЫ (ЧЕРЕПОВИЦЫ) — деревня владельческая при колодах, по Самрянской дороге в 56 верстах от Петергофа, число дворов — 26, число жителей: 64 м. п., 55 ж. п. (1862 год)

В 1882 году в деревне проживало 38 питомцев Воспитательного дома (22 % всего населения).

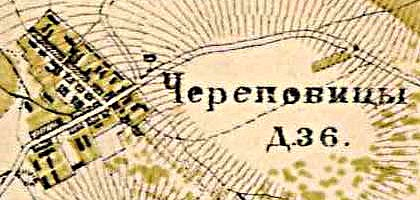
План деревни Череповицы. 1885 год

Согласно карте окрестностей Санкт-Петербурга в 1885 году деревня Череповицы состояла из 36 крестьянских дворов.
В конце XIX века деревня административно относилась к Губаницкой волости 1-го стана Петергофского уезда Санкт-Петербургской губернии, в начале XX века — 2-го стана. Бо́льшую часть населения деревни составляли православные финны.
К 1913 году количество дворов в деревне уменьшилось до 34.
Согласно данным переписи населения СССР 1926 года в деревне Череповицы Череповицкого сельсовета Губаницкой волости Троцкого уезда проживали 210 человек, большинство финны, а также русские.
С 1927 года деревня называлась Новые Череповицы и входила в состав Волосовского района.
С 1928 года в составе Волосовского сельсовета.

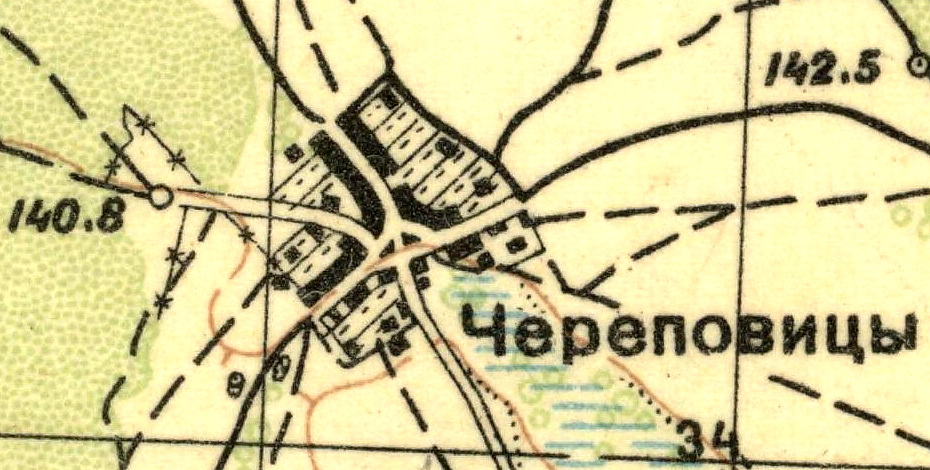
План деревни Череповицы. 1930 год

Согласно топографической карте 1930 года деревня называлась Череповицы и насчитывала 34 двора.
По данным 1933 года в состав Волосовского сельсовета Волосовского района входили деревни: Череповицы, Верхние Череповицы и Нижние Череповицы.
Деревня была освобождена от немецко-фашистских оккупантов 27 января 1944 года.
С 1963 года в составе Кингисеппского района.
С 1965 года вновь в составе Волосовского района. В 1965 году население деревни Новые Череповицы составляло 169 человек.
По данным 1966 года деревня называлась Красные Череповицы и также находилась в составе Волосовского сельсовета.
По административным данным 1973 и 1990 годов деревня Красные Череповицы входила в состав Губаницкого сельсовета.
В 1997 году в деревне Красные Череповицы проживал 31 человек, деревня относилась к Губаницкой волости, в 2002 году — 54 человека (русские — 80 %), в 2007 году — 22 человека.
В мае 2019 года Губаницкое и Сельцовское сельские поселения вошли в состав Клопицкого сельского поселения.

## География
Деревня расположена  в северо-восточной части района на автодороге 41К-354 (Сумино — Соколовка).
Расстояние до административного центра поселения — 6 км.
Расстояние до ближайшей железнодорожной станции Волосово — 5 км.

## Демография
| 1862 | 2002 | 2007 | 2010 | 2017 |
| ---- | ---- | ---- | ---- | ---- |
| 119  | ↘54  | ↘22  | ↗41  | ↗54  |

### Национальный состав
Согласно данным Всероссийской переписи населения 2021 года в деревне проживали 85 человек, из них:
 русские — 68, армяне — 6, узбеки — 5, азербайджанцы — 4, белорусы — 2 человека.

## Улицы
Солнечная, Тихая.